# Vollenhovia longicephala
Vollenhovia longicephala é uma espécie de formiga do gênero Vollenhovia, pertencente à subfamília Myrmicinae.